# Cladomyza stellata
Cladomyza stellata är en tvåhjärtbladig växtart som beskrevs av Hans Ulrich Stauffer. Cladomyza stellata ingår i släktet Cladomyza och familjen Amphorogynaceae. Inga underarter finns listade i Catalogue of Life.